# Calochortus venustus
Calochortus venustus är en liljeväxtart som beskrevs av David Douglas och George Bentham. Calochortus venustus ingår i släktet Calochortus och familjen liljeväxter.
Artens utbredningsområde är Kalifornien. Inga underarter finns listade.

## Bildgalleri

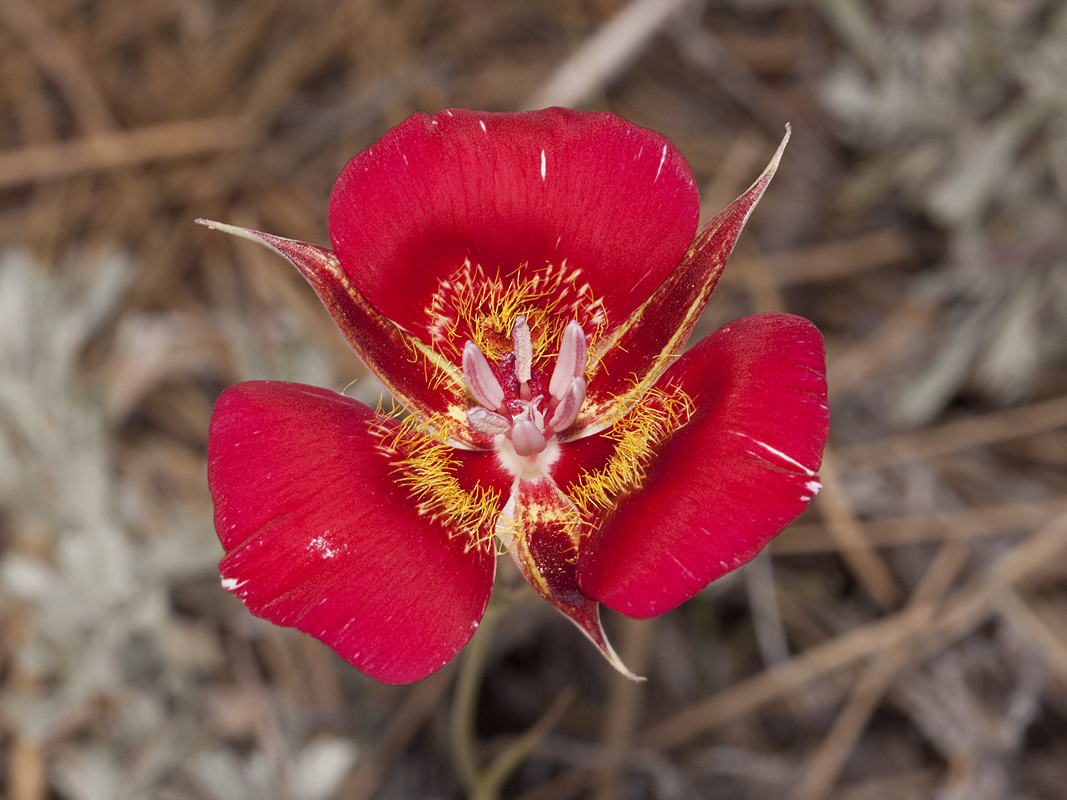